# Wim Wenders

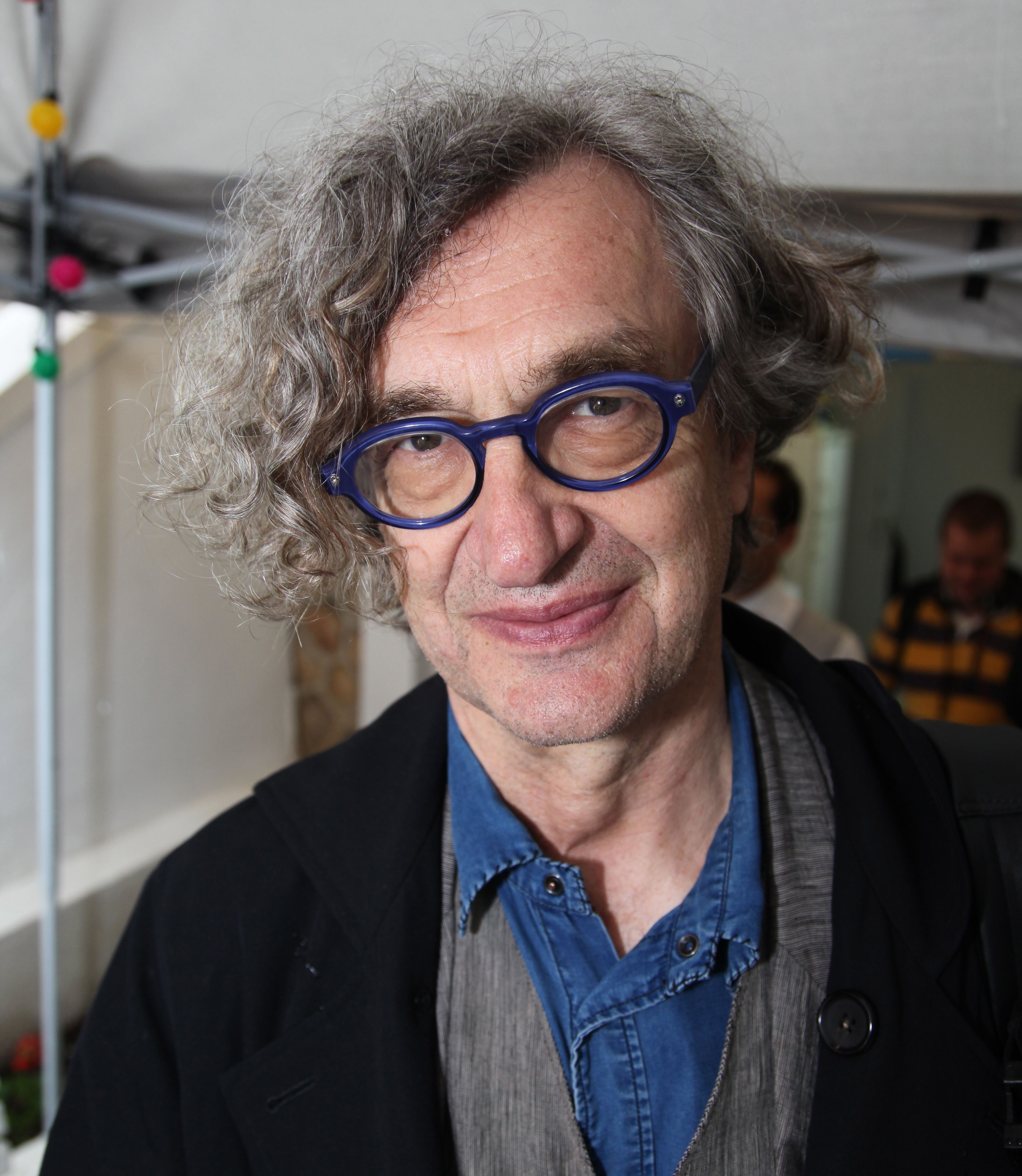
Wim Wenders under Filmfestivalen i Cannes 2013.

Ernst Wilhelm "Wim" Wenders, född 14 augusti 1945 i Düsseldorf  är en tysk filmregissör, manusförfattare och filmproducent. Han har även arbetat som filmklippare och filmfotograf.
Wim Wenders belönades med Guldpalmen vid Filmfestivalen i Cannes år 1984 för filmen Paris, Texas (1984). 

## Filmografi
| År   | Filmtitel                                   | Noter |
| ---- | ------------------------------------------- | --- |
| 1967 | Schauplätze                                 | Kortfilm. |
| 1968 | Klappenfilm                                 | |
| 1968 | Same Player Shoots Again                    | Kortfilm. |
| 1968 | Victor I.                                   | Kortfilm. |
| 1969 | Alabama: 2000 Light Years from Home         | Kortfilm. |
| 1969 | 3 American LPs                              | Kortfilm avsedd för tv. |
| 1969 | Polizeifilm                                 | Kortfilm. |
| 1969 | Silver City                                 | Kortfilm. |
| 1970 | Summer in the City                          | Första fullängdsfilmen, dedicerad till The Kinks.                                                                                         |
| 1972 | Straffsparken                               | Baserad på en roman av Peter Handke. |
| 1973 | Den röda bokstaven                          | Baserad på Nathaniel Hawthornes roman Den eldröda bokstaven.                                                                              |
| 1974 | Med Alice på halsen                         | Första delen av Wenders trilogi Road Movie.                                                                                               |
| 1975 | Falsk rörelse                               | Andra delen av Wenders trilogi Road Movie.                                                                                                |
| 1976 | Med tidens gång                             | Tredje och sista delen av Wenders trilogi Road Movie.                                                                                     |
| 1977 | Den amerikanske vännen                      | Baserad på Patricia Highsmiths roman En man med onda avsikter.                                                                            |
| 1980 | Lightning Over Water                        | Dokumentärfilm om Nicholas Rays sista dagar.                                                                                              |
| 1982 | Hammett                                     | Baserad på en roman av Joe Gores. |
| 1982 | Room 666                                    | Kort dokumentär med intervjuer av Steven Spielberg, Jean-Luc Godard och Rainer Werner Fassbinder om långfilmens och biografernas framtid. |
| 1982 | Reverse Angle                               | Kort dokumentär om Wenders dispyt med Francis Ford Coppola under inspelningen av Hammett.                                                 |
| 1982 | Sakernas tillstånd                          | |
| 1984 | Paris, Texas                                | |
| 1985 | Tokyo-Ga                                    | Dokumentär om den japanska filmregissören Ozu Yasujiro.                                                                                   |
| 1987 | Himmel över Berlin                          | Manus av Peter Handke. |
| 1989 | Anteckningar om städer och kläder           | Dokumentär om den japanska modedesignern Yohji Yamamoto.                                                                                  |
| 1990 | Red Hot + Blue                              | Musikvideo för låten "Night and Day" framförd av U2.                                                                                      |
| 1991 | Till världens ände                          | |
| 1992 | Arisha, the Bear and the Stone Ring         | |
| 1993 | Fjärran, så nära!                           | Uppföljare till Himmel över Berlin. |
| 1994 | Lisbon Story                                | Till viss del en uppföljare till Sakernas tillstånd.                                                                                      |
| 1995 | Bortom molnen                               | I samarbete med Michelangelo Antonioni.                                                                                                   |
| 1995 | A Trick of Light                            | |
| 1997 | The End of Violence                         | |
| 1998 | Willie Nelson at the Teatro                 | |
| 1999 | Buena Vista Social Club                     | Dokumentär om kubanska musiker, i samarbete med Ry Cooder.                                                                                |
| 2000 | The Million Dollar Hotel                    | |
| 2001 | Souljacker Part 1                           | Musikvideo för låten "Souljacker Pt 1" av Eels.                                                                                           |
| 2002 | Ode to Cologne: A Rock 'N' Roll Film        | Dokumentär om rockmusikgruppen BAP från Köln.                                                                                             |
| 2002 | Ten Minutes Older                           | |
| 2003 | The Soul of a Man                           | Dokumentär om bluesmusiker. |
| 2004 | Land of Plenty                              | |
| 2005 | Don't Come Knocking                         | |
| 2008 | Palermo Shooting                            | |
| 2011 | Pina                                        | Dokumentär |
| 2013 | Jordens salt – En film om Sebastião Salgado | Dokumentär |
| 2015 | Every Thing Will Be Fine                    | |
| 2016 | Les Beaux Jours d'Aranjuez                  | |
| 2016 | Submergence (Kärlek över haven)             | Alicia Vikander och James McAvoy i huvudrollerna.                                                                                         |

## Utmärkelser
- FIPRESCI-priset,  1976
- Guldlejonet, för Sakernas tillstånd,  1982
- FIPRESCI-priset,  1984
- Prize of the Ecumenical Jury Cannes, för Paris, Texas,  1984
- Guldpalmen, för Paris, Texas,  1984
- BAFTA Award för bästa regi, för Paris, Texas,  1985
- Prix de la mise en scène, för Himmel över Berlin,  1987
- Europeiska filmpriset för bästa regi, för Himmel över Berlin,  1988[9]
- Hedersdoktor vid Université Sorbonne Nouvelle,  1989[10][11][12]
- Grand Prix, för Fjärran, så nära!,  1993
- Kommendör av Arts et Lettres-orden,  19 februari 1993[13]
- European Film Award för bästa dokumentär, för Buena Vista Social Club, med  Road Movies Filmproduktion,  1999[14]
- Silverbjörnen,  2000
- Robert Bresson-priset,  2002
- Helmut-Käutner priset,  2004
- Nordrhein-Westfalens Förtjänstorden,  2 december 2004[15][16]
- Hedersleopard,  2005[17][18]
- Guldmedalj "Zasłużony Kulturze Gloria Artis",  7 oktober 2005[19]
- Förbundsrepubliken Tysklands förtjänstorden - stora kommendörskorset med stjärna,  2006
- Pour le Mérite för vetenskap och konst,  2006
- Goya för bästa dokumentärfilm, för Invisibles,  2008
- Herbert Strate-priset,  2010
- European Film Award för bästa dokumentär, för Pina,  2011[20]
- Ehrenring der Stadt Wuppertal,  10 mars 2012[21][22]
- Prize of the Ecumenical Jury Cannes, för Jordens salt - En film om Sebastião Salgado,  2014
- François Chalais-priset,  2014
- Prix Un certain regard,  2014
- Césarpriset för bästa dokumentär,  2015
- Hedersguldbjörnen,  2015[23]
- Kommendör av Portugals förtjänstorden,  2017[24][25]
- Berliner Bär,  2024
- Europeiska filmakademins livsgärningspris,  2024[26]
- Prize of the Ecumenical Jury Cannes[27]

[Redigera Wikidata]